# Даніель Делі
Даніель Делі (англ. Daniel Daly; нар. 11 листопада 1873, Глен-Коув — пом. 27 квітня 1937, Нью-Йорк) — американський військовослужбовець, сержант-майор Корпусу морської піхоти США. Один з 19 військовослужбовців США двічі кавалерів Медалі Пошани, удостоєний найвищої відзнаки за проявлений героїзм на полі бою. Свою першу медаль Пошани він отримав під час Боксерського повстання в 1900 році, а другу — на Гаїті в 1915 році. Делі та генерал-майор Смедлі Батлер — єдині морські піхотинці, які отримали дві медалі Пошани за дві окремі дії.

## Біографія
Деніел Джозеф Делі народився 11 листопада 1873 року в Глен-Коув, штат Нью-Йорк, на Лонг-Айленді. Свою юність провів у Нью-Йорку, працюючи рознощиком газет, серед інших робіт. Незважаючи на його невелику статуру — 5 футів 6 дюймів (1,68 м) заввишки та вагу 132 фунти (60 кг) — Делі час від часу бився як напівпрофесійний боксер.

### Військова кар'єра
10 січня 1899 року у віці 25 років Делі був зарахований до Корпусу морської піхоти. Службу розпочав в Азійському флоті на борту крейсера «Ньюарк». У 1900 році флот прибув до Китаю під час Боксерського повстання. 15 липня 1900 року рядовий Делі та його командир, капітан Ньют Х. Холл, вирушили розвідати обстановку, що склалася внаслідок облоги китайськими повстанцями. Під час цієї вилазки рядовий Делі був змушений самотужки відбивати шалену атаку «боксерів» на позицію; за проявлену мужність і стійкість був відзначений медаллю Пошани.

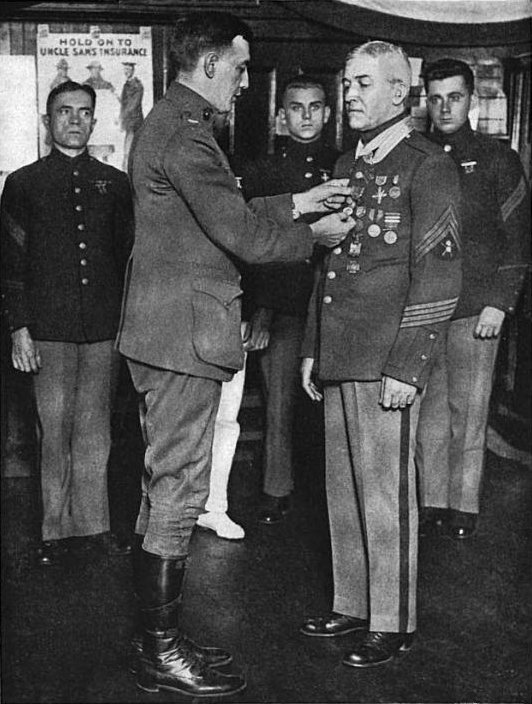
Нагородження сержант-майора Д.Делі французькою Військовою медаллю. 1919

Після служби в Китаї Делі служив на різних кораблях у тихоокеанському та карибському регіонах, а також брав участь у бойових діях на Філіппінах і в «Бананових війнах». Він також тренував новобранців, здобув репутацію відмінного боксера і дослужився до звання сержант-комендор.
Другу медаль Пошани Делі отримав на Гаїті, коли морські піхотинці США підтримували уряд Гаїті в боротьбі проти повстанців «какос». У ніч на 24 жовтня 1915 року в ході битви при форті Діпіті сержант-комендор Делі у складі зведеної групи 15-ї роти 2-го полку морської піхоти під командуванням майора Смедлі Батлера здійснювали патрулювання навколишніх територій. Під час переходу через річку морські піхотинці потрапили в засідку силою близько 400 «какос», і кінь, який ніс їхній кулемет, був убитий, його туша впала в русло річки. Під час битви, яка точилася всю ніч, Делі неодноразово пірнав на дно річки, доки не знайшов коня, не звільнив кулемет і переніс понад 90 кг зброї на милю назад до позиції морської піхоти. Пізніше, переозброєний взвод морських піхотинців під командуванням Делі, перегрупувався та розсіяв «какос».
У Першій світовій війні сержант Делі почав участь з 4 листопада 1917 року, спочатку воюючи в оборонних боях на Ені. Під час битви при Белло-Вуд у червні 1918 року Делі був першим сержантом 73-ї роти 6-го полку морської піхоти 4-ї бригади морської піхоти, приєднаної до 2-ї піхотної дивізії армії США. 1 червня полк був кинутий у розрив в обороні, який залишила французька 43-тя дивізія, з наміром зупинити наступ німців на Париж. 2 червня морські піхотинці відбили атаку німецької 28-ї дивізії.
6 червня американська морська піхота пішла в контратаку. Німці закріпилися на позиції в лісі, відокремлені від морпіхів 370 м відкритого пшеничного поля. 73-тя рота атакувала ворожі рубежі, де оборонялося близько 1200 німців з 200 кулеметами, і була притиснута інтенсивним вогнем противника до землі. Коли морські піхотинці сховалися з настанням ночі, Делі відкрито пройшов до кожної зі своїх кулеметних позицій, згуртовуючи та координуючи своїх людей. 10 червня німецький кулеметний підрозділ наблизився впритул до опорного пункту, де закріпився Делі. Той кину у них три гранати, вистрілив у командира підрозділу зі свого пістолета M1911 і решту з 14 солдатів взяв у полон. Пізніше того ж дня він керував боєм та під ворожим вогнем організував евакуацію поранених. За мужні дії з 5 по 10 червня Делі був нагороджений Військово-морським хрестом, Хрестом «За видатні заслуги» та французькою військовою медаллю.
Останньою кампанією досвідченого сержанта стала Маас-Аргонська наступальна операція. До кінця війни він отримав кульове поранення в плече і два осколкових поранення в ногу. У 1919 році Делі залишив службу в Корпусі морської піхоти й перевівся до резерву. 6 лютого 1929 року у званні сержант-майора Даніель Делі офіційно пішов у відставку.